# Karl Kreutzberg
Karl Kreutzberg (født 15. februar 1912 i Düren, Nordrhein-Westfalen, død 13. august 1977) var en tysk håndboldspiller, som deltog i OL 1936 i Berlin.
Han blev udtaget for det tyske håndboldlandshold til OL 1936, hvor han som målmand spillede to af kampene. Turneringen blev for første og eneste gang spillet på græs på 11-mandshold. Oprindeligt var ti hold tilmeldt, men Danmark, Holland, Sverige og Polen meldte fra, så blot seks hold deltog. Disse blev delt op i to puljer, hvor Tyskland vandt sin pulje suverænt med en samlet målscore på 51-1 efter blandt andet en 29-1 sejr over USA. De to bedste fra hver pulje gik videre til en finalerunde, hvor alle spillede mod alle. Igen vandt Tyskland alle sine kampe, men dog i lidt tættere kampe. Således vandt de mod Østrig med 10-6. Som vinder af alle kampe vandt tyskerne sikkert guld, mens Østrig fik sølv og Schweiz bronze.
Under OL mødte Kreutzberg løberen Jesse Owens fra USA, og de to blev venner. De mødte hinanden igen ved OL 1972 i München.